# 熊野別れ交差点
熊野別れ交差点（くまのわかれこうさてん）は、広島市安芸区矢野東1丁目にある交差点の名称。三叉路になっている。略して熊野別れと呼ばれることも多い。

## 概要
1959年（昭和34年）から始まった県道内海矢野線生産改良事業及舗装事業ならびに踏切除却事業の事業の一環として、1964年（昭和39年）度の事業として約3000万円の事業費で着工。1966年（昭和41年）5月1日に完成。5月11日に開通式が行われた。
現在の形になった背景には、熊野町川角地区に戸数5000戸の熊野団地が造成されたことなどが関係している。道路の整備に関して、費用の10分の1を地元が負担して、当時の矢野町、熊野町、黒瀬町、熊野跡村が5:3:1:1で負担している。
広島県道34号矢野安浦線が国道31号とJR西日本在来線の呉線を潜る形になっている。戦前より海田町から呉市に向かう国道31号が地平を通り、そこから熊野町・東広島市・呉市焼山方面に向かう県道34号が国道31号の下を潜り分岐・合流している。そのため、道路の冠水を知らせる赤色灯が設置され、冠水時は通行止になる。
広島県内の渋滞の名所で、国道31号の渋滞は、この交差点付近で発生することが多い。原因として、広島市から呉市および熊野町に向かう自動車の交通量が多く、その分岐点であり交通の要所であること、また熊野別れを境に呉方面および熊野方面の道路は片側1車線と狭く、逆に海田町に向かう道路は片側2車線と広くなっていることが渋滞が発生しやすい要因である。また、ここから国道31号起点の大正交差点まで渋滞が直結してしまうこともしばしばある。

## 周辺
熊野別れ交差点の横には、呉線が国道31号線に平行して通っている。
- オートサロン広島
- 広島トヨペット
- ラーメン一龍
- マンガ喫茶
- ヤナセ
- 広島東自動車検場
- ミスタータイヤマン
- ピットイン鯉城
- 吉野家
- マックスバリュ矢野店
- 陸上自衛隊第13旅団
- 矢野駅

など

## 主要諸元
- 名称：熊野別れ交差点
- 交差点の形状：三叉路
- 所在地：広島市安芸区矢野東1丁目
- 接続する道路：国道31号・広島県道34号矢野安浦線
- 1日の交通量：台
- 渋滞が発生する時刻：

## 参考書籍
- 新修矢野町誌 P276-P279